# Anolis desechensis
Anolis desechensis är en ödleart som beskrevs av  Harold Heatwole 1976. Anolis desechensis ingår i släktet anolisar, och familjen Polychrotidae. Inga underarter finns listade i Catalogue of Life.